# Valdiviathyris quenstedti
Valdiviathyris quenstedti är en armfotingsart som beskrevs av Helmcke 1940. Valdiviathyris quenstedti ingår i släktet Valdiviathyris och familjen Craniidae. Inga underarter finns listade i Catalogue of Life.